# Bigg Boss
Bigg Boss bylo české hudební vydavatelství se zaměřením na hip-hop, knižní nakladatelství, oděvní značka a vydavatelství internetového magazínu Bigg Magg. U jeho zrodu v roce 2006 stál hudebník a umělec Vladimír 518, DJ Mike Trafik a Aleš Víšek. YouTube kanál Bigg Boss měl v květnu 2021 přes 122 000 odběratelů. V roce 2021 ohlásil Vladimír 518 konec labelu. Label skončil na konci roku 2021. Známými představiteli labelu Bigg Boss byli především Orion (PSH), Vladimir 518 (PSH), DJ Trafik (PSH), James Cole, Hugo Toxxx a LA4.

## Zaměření
V oblasti hudebního labelu zastřešuje Bigg Boss umělce, nejen z oblasti hip hopu, ale i dalších hudebních žánrů. Ve spolupráci s grafickým a sítotiskovým studiem Print 44 label vytvořil i vlastní oděvní značku a obchod Merch or Die. Řada interpretů Bigg Boss byla oceněna v hudebních soutěžích včetně českých hudebních cen Anděl.
V oblasti knižního vydavatelství se Bigg Boss zaměřuje na projekty z oblasti současné i historické domácí fotografie, umělecké biografie českých umělců (např. David Černý, Lubomír Typlt, Krištof Kintera), architekturu a další témata. Na základě vydané knižní trilogie Kmeny pojednávající o pražských subkulturách 70. a 80. let se stala knižním bestsellerem byl natočen stejnojmenný televizní seriál, uspořádána výstava v brněnském Uměleckoprůmyslovém muzeu a také nastudované divadelní představení. Kmeny 90 byly kritikou v Hospodářských novinách označeny za „autorsky nevyrovnané“, další kritika v deníku E15 knihu označila za „mimořádnou knihu“ a „povinnou četbu pro všechny generace“.

## Interpreti a umělci
Bigg Boss vydává v rámci aktivit svého hudebního nakladatelství nejen alba interpretů, které zároveň zastupuje, ale produkuje i hudební klipy, biografie, pořádá výstavy a další umělecké intervence, jako například audiovizuální show SPAM, která byla opakovaně i součástí festivalu Signal.
- Vladimír 518
- PSH
- Orion
- Maniak
- DJ Mike Trafik
- Hentai Corporation
- The Atavists
- WWW
- DJ Alyaz
- Lazer Viking
- Michal Škapa aka Tron
- Sifon
- Wild Tides
- 7krát3
- Vít Hradil (režisér)
- Pavel Raev (režisér)
- DJ Black Angelica
- Hellwana

## Vydané knihy
- 2666 Praha Odyssey, M. Škapa, J. Kříbek, Vladimir 518
- Hudba ohně, Karel Veselý
- Město=Médium, M. Vinglerová, J. Matoušek, Vladimír 518
- Nulla dies sine linea, David Böhm a Jiří Franta
- I choose you, Veronika Drahotová
- Příliš pozdě zemřít mladý, Ivo Pospíšil
- Typo 9010, Tomáš Brousil
- Osmdesátky, Jan Jindra
- Kmeny, Vladimír 518 a kol. autorů
- Kmeny 90, Vladimír 518 a kol. autorů
- Kmeny 0, Vladimír 518 a kol. autorů
- CAP: book
- Rezonance, Jiří Načeradský, Josef Bolf, Lubomír Typlt
- Metrovagonmash, Jan Hořčík
- Bomba Funk, Karel Veselý[15]
- Přirozeně, Karel Novák
- Tikající muž / The Ticking Man, Lubomír Typlt, Karel Srp[16]
- Heavy Metal Milovice, Vladimír 518, Jan Jindra
- Akce / Action, Vladimír Ambroz
- David Černý, David Černý[17]
- Nádech výdech, Jan Charvát[18]
- Napřed uhořet, Ivan Pinkava, Eliáš Dolejší, Petr Vaňous
- Fatal Banal, Krištof Kintera[19]
- Babylon, Michal Škapa
- SPECTRUM, Petr Vaňous (ed.)

## Ocenění
- Sifon a hudební uskupení WWW z hudebního vydavatelství Bigg Boss byli nominováni na několik hudebních cen Anděl a získali uměleckou cenu Revolver Revue.
- Zlatou sošku Anděla v žánru hip hop si odnesl v roce 2014 za album labelu Bigg Boss Idiot Vladimir 518. Za stejnou desku získal i cenu Album roku v anketě Žebřík.[20]
- Hudební skupina PSH získala v roce 2015 Cenu ankety Žebřík za Nejlepší klip roku[21]
- Rapper a hudebník a spoluzakladatel Bigg Boss Vladimir 518 získal v roce 2008 Zlatou sošku Anděla za žánrové album roku Gorila vs Architekt.[22]
- Album Sick interpreta Smack produkovaná v BiggBoss studiu pod vedením Mike Trafika, byla oceněna zlatou soškou Anděla za nejlepší domácí album v kategorii Hip hop v roce 2015.[23]
- Kniha z trilogie Kmeny o pražských subkulturách získala 2. místo v anketě Nejkrásnější kniha v kategorii Knihy o výtvarném umění[24]
- V žánrovém finále cen Anděl roku 2014 se s albem labelu Bigg Boss Noční vidění uplatnil Orion.[25]
- Kniha Město=Médium získala ocenění nejkrásnější kniha v kategorii Knihy o výtvarném umění v roce 2013.[26]
- V roce 2017 se mezi finalisty soutěže Nejkrásnější kniha Česka dostala v kategorii Odborná literatura kniha Nádech výdech o pražském metru Jana Charváta, v kategorii Knihy o výtvarném umění monografie David Černý a Akce Vladimíra Ambroze a v kategorii Krásná literatura Bomba Funk Karla Veselého.[27]
- V roce 2018 se do užšího výběru v soutěži Nejkrásnější kniha Česka probojovala kniha Napřed uhořet.[28]

## Kontroverze
V roce 2017 oznámili odchod z labelu Bigg Boss 4 interpreti, rappeři James Cole, Hugo Toxxx, LA4 a DJ Doemixxxx. Kolem jejich odchodu se odehrála řada veřejných kontroverzí, včetně celé série tzv. beef či diss videí, ve kterých se interpreti navzájem obviňovali z „odpadlictví“ a „neférovosti“. Údajně došlo i na výhrůžky násilím.